# SpringBoard

SpringBoard su iOS 14

SpringBoard è l'applicazione che gestisce la home page di iOS.

## Storia
Con il rilascio di iPhone OS 1.1.3 SpringBoard ha subito alcune modifiche sostanziali. Un tocco prolungato su una qualsiasi applicazione fa oscillare tutte le icone, attivando la modalità di riorganizzare di icone e pagine. Premendo il pulsante Home, le icone smetteranno di dimenarsi e le app potranno essere nuovamente aperte.
Nel 2008, con iPhone OS 2, è stato introdotto l'App Store. SpringBoard da questo momento mostra dunque anche applicazioni di terze parti.
Un anno dopo, contestualmente al rilascio di iPhone OS 3, Spotlight viene implementato all'interno di SpringBoard permettendo di effettuare una ricerca globale di applicazioni e files.
Nel giugno 2010, con iOS 4, l'immagine di sfondo viene mostrata non soltanto sulla schermata di blocco ma anche su SpringBoard. Sono state introdotte anche le cartelle: trascinando un'applicazione sopra un'altra mentre si è in modalità di modifica se ne potrà creare una. Una volta creata, è possibile aggiungervi altre applicazioni trascinandole sopra di essa. Le applicazioni possono essere rimosse dalla cartella semplicemente trascinandole nella schermata principale. Le cartelle possono essere eliminate svuotandole da ogni applicazione.
Il restyling grafico di iOS 7, incentrato sull'eliminazione degli scheumorfismi, porta importanti modifiche anche a SpringBoard: viene infatti sostituito il vecchio dock tridimensionale con uno più semplice. Sono poi state ridisegnate le icone di tutte le applicazioni di sistema Apple, sempre ispirate ai principi del flat design.
SpringBoard rimane graficamente invariata fino al 2020, quando con iOS 14 viene introdotta un'importante modifica al layout, introducendo la galleria widget e la libreria app. La prima raccoglie tutti i widget messi a disposizione dalle applicazioni installate dall'utente e si trova a sinistra delle pagine, mentre la seconda è un raccoglitore delle applicazioni installate (che ora possono essere nascoste dalla schermata home dall'utente) e si trova alla destra delle pagine.

## Uso in macOS
A partire da Mac OS X Lion è stata inclusa una nuova funzionalità chiamata Launchpad, basata sulla SpringBoard di iOS. Include le stesse funzionalità (ad esempio le cartelle), ma è considerata come un'estensione del Dock.